# Bic Camera
Bic Camera Inc (株式会社ビックカメラ, Kabushiki-gaisha Bikku Kamera, TSE : 30148) est l'une des plus grandes chaînes de magasins d'électronique au Japon (家電量販店, kaden ryōhanten). 

## Magasins à Tokyo
- Hachioji[7]

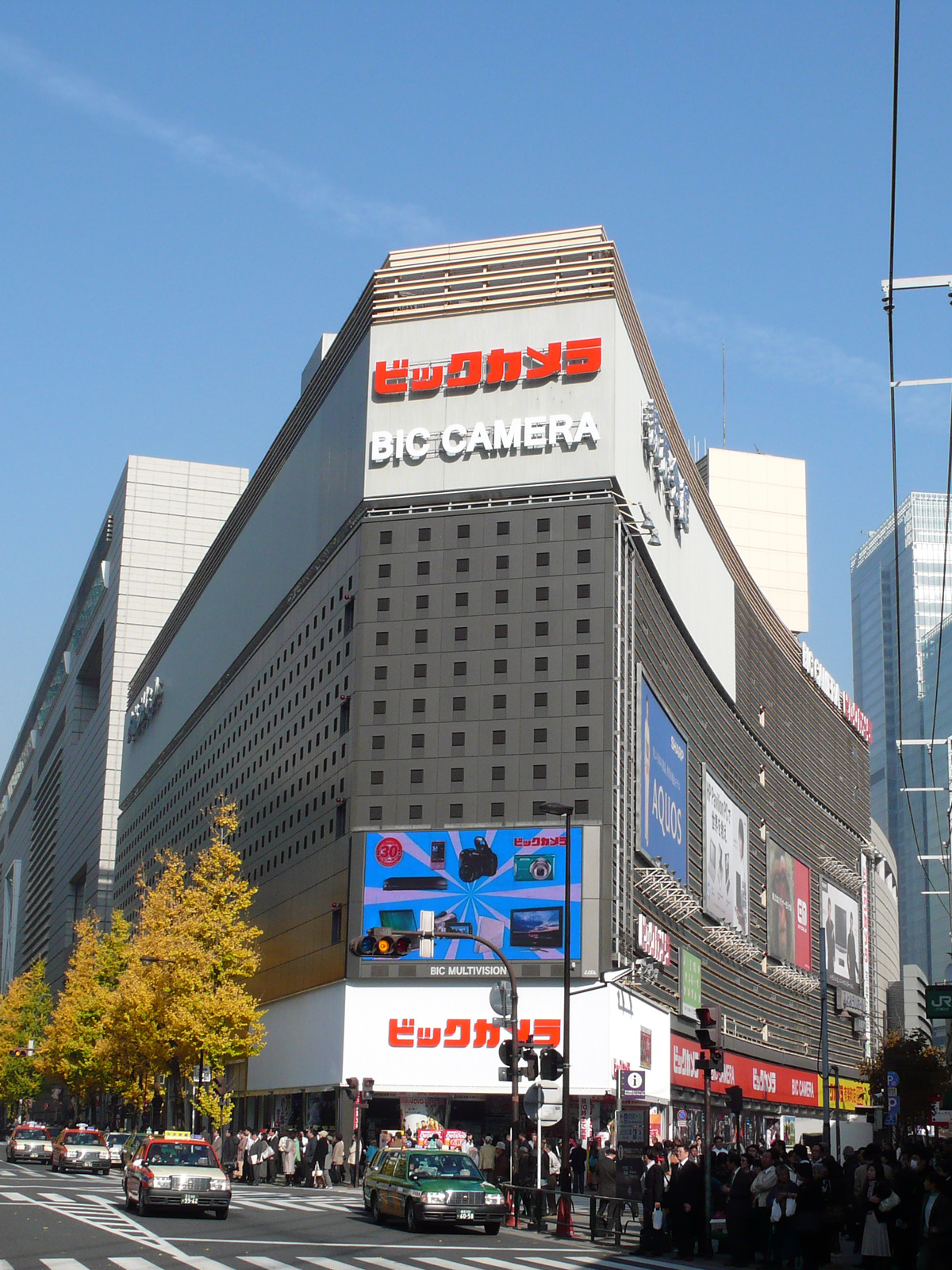
Bic Camera de Yurakucho à Tokyo

- Ikebukuro Honten (magasin principal)
- Ikebukuro Pasocon-Kan (magasin PC)
- Ikebukuro Outlet
- Ikebukuro Camera-Kan
- Ikebukuro Bic Photo
- Ikebukuro Nishi-Guchi (West Store)
- Seiseki-Sakuragaoka
- Shibuya Higashi-Guchi (East Store)
- Shibuya Hachiko-guchi (Hachiko Store)
- Shinjuku Nishi-Guchi (West Store)
- Shinjuku Higashi-Guchi (East Store)
- Shinjuku Higashi-Guchi Ekimae (East Station-front Store)
- Tachikawa
- Yurakucho Honkan
- Yurakucho Terebi-Kan (magasin TV)

Le plus grand magasin du groupe est le magasin Yurakucho Honkan et vend une large sélection de jouets, vidéos, ordinateurs, ordinateurs portables, caméras et l'équipement audio, y compris des articles haut de gamme. Il a également des restaurants aux 6e et 7e étages.